# Даукеев, Гумарбек Жусупбекович
Гумарбек Жусупбекович Даукеев (1948—2014) — кандидат технических наук, профессор, ректор Алматинского университета энергетики и связи (1997—2014), политический деятель Казахстана, руководил аппаратом Высшего совета по науке и технике при Президенте Республики Казахстан (1994—1996). 

## Биография
Родился 31 июля 1948 года. Происходит из подрода Нурбике-Шаншар рода каракесек племени аргын.
В 1971 году окончил Казахский политехнический институт имени В. И. Ленина по специальности инженер-теплоэнергетик, после чего до 1982 года работал ассистентом, аспирантом, старшим преподавателем университета.
В 1981 году защитил кандидатскую диссертацию.
С февраля 1999 по 2014 — президент Ассоциации учебно-научно-проектных и других организаций транспортно-коммуникационного комплекса Республики Казахстан (АСТРАКО).

## Политическая деятельность
В 1988 году занимал пост инструктора отдела науки и учебных заведений ЦК Компартии Казахстана.
В 1994 году стал заведующим сектора отдела НТП Управления делами Кабинета Министров Республики Казахстан.
С 1994 по 1996 годы руководил аппаратом Высшего совета по науке и технике при Президенте Республики Казахстан.

## Деятельность в АУЭС
С 1982 по 1987 годы работал председателем профкома Алма-Атинского энергетического института (АЭИ).
С 1989 по 1994 год работал секретарём парткома и проректором АЭИ.
В 1996—1997 годы занимал должность директора учебно-научного комплекса энергетики и телекоммуникаций КазНТУ. В это время АУЭС был частью КазНТУ.
Гумарбек Даукеев смог вернуть независимость института и с апреля 1997 года по 2014 являлся ректором Алматинского института энергетики и связи (при нем он стал университетом).

## Научная деятельность
Область научных интересов — методология формирования тарифов на электрическую энергию и тепло, анализ и экспертиза потерь тепла и электрической энергии в тепловых и электрических сетях всех классов напряжения, проблемы высшей школы.
Автор более 50 научных публикаций и 5 авторских свидетельств и патентов.

## Награды
- медаль «За доблестный труд»
- медаль «В ознаменование 100-летия со дня рождения В. И. Ленина»
- медаль «10 лет независимости Республики Казахстан»
- нагрудные знаки «Отличник образования Республики Казахстан», «80 лет Плана ГОЭЛРО».

## Семья
- Отец — Даукеев Жусупбек (1908—1990).
- Мать — Беспаева Менсафа (1919 г.р.).
- Брат — Даукеев Серикбек Жусупбекович (род. 7 февраля 1950) — политический деятель Казахстана, трижды министр Казахстана. Президент Академии наук Республики Казахстан.
- Двоюродный брат — Даукеев Диас Кенжебекович (1941 - 2012) (доктор физико-математических наук, бывш. замминистра науки и новых технологий Казахстана, сотрудник «Казахойла»).
- Сын - Даукеев Тимур Гумарбекович ( автор патента «Способ консервации котлов»)

## Память
- Его имя носит Алматинский университет энергетики и связи и один из корпусов АУЭС, Именуемый учебным корпусом «им. Г. Даукеева», который был построен при его непосредственном участии.
- На 2 м этаже корпуса «А» Алматинского университета энергетики и связи установлена информационная экспозиция о Гумарбеке Даукееве.
- В АУЭС вручаются образовательный гранты и именные стипендии имени Первого ректора НАО «АУЭС» Г. Ж. Даукеева.[5]